# Nagybaracska
Nagybaracska là một thị trấn thuộc hạt Bács-Kiskun, Hungary. Thị trấn này có diện tích 37,95 km², dân số năm 2010 là 2246 người, mật độ 59 người/km².